# Aeroplane (Red Hot Chili Peppers)
Aeroplane is een nummer van de Amerikaanse band Red Hot Chili Peppers uit 1996. Het is de derde single van hun zesde studioalbum One Hot Minute.
"Aeroplane" werd in slechts een handjevol landen een hit. In Amerika wist het de Billboard Hot 100 niet te halen, wel bereikte het de 49e positie in de Radio Songs-lijst van Billboard. De Nederlandse Top 40 bereikte het ook niet, wel werd een 12e positie gehaald in de Tipparade van de Nederlandse Single Top 100.
Aan het einde van de bijbehorende videoclip is een groep kinderen te zien die op de achtergrond "You're my aeroplane" zingen. Deze kinderen vormden de schoolklas van Flea's dochter Clara, die zelf het hardst meezingt.